# Карпья
Карпья — река в России, протекает по Кондинскому району Ханты-Мансийского АО. Устье реки находится в 38 км по правому берегу Подурманной протоки, впадающей в Конду в 265 км по правому берегу. Длина реки составляет 28 км.

## Данные водного реестра
По данным государственного водного реестра России, относится к Иртышскому бассейновому округу, водохозяйственный участок реки — Конда, речной подбассейн реки — Конда. Речной бассейн реки — Иртыш.
Код объекта в государственном водном реестре — 14010600112115300017815.